# Żubronajcie
Żubronajcie – wieś w Polsce położona w województwie podlaskim, w powiecie sejneńskim, w gminie Krasnopol.
| SIMC     | Nazwa   | Rodzaj    |
| -------- | ------- | --------- |
| (0761443 | Popówka | część wsi |

W latach 1975–1998 miejscowość administracyjnie należała do województwa suwalskiego.